# Little Lilith
Little Lilith（リトルリリス）は、LILLY、ERIKA、SHIORI、YUKIの4人からなる日本のガールズジェントバンドである。略称はリトリリ。所属はフリー。

## 略歴
ヴォーカル&ヴァイオリンのLillyを中心とした前身バンドに大崎由希がドラムスで加入、この2名を軸に2019年8月よりリトルリリスとして活動を開始。当初のコンセプトは「エモーショナルガールズロックバンド」であった。東京都内を中心に精力的にライブ活動を行なう。
2021年12月に Little Lilith に改名。ギターのERIKA、ベースのSHIORIが加入し現在のメンバー構成となる。この新体制で事務所に所属し、ラウドに転向、「新時代のガールズラウドシーンをけん引する反逆と闘争のバンド」として、主にプログレッシブ・メタルから派生した音楽ジャンルであるジェントのサウンドを取り入れた楽曲を発信。
2023年4月には「STRIKE」がテレビ朝日『ダブルタップミステリー』エンディングテーマに起用。
2023年10月～11月、ドイツ・フランス・オランダ・ベルギー4か国を巡る海外ツアーを成功させた。
2024年3月、事務所を円満退所し現在フリーで活動中。

## 音楽性
イタリアの音楽誌サイト「Suoni Distorti Magazine」は、Little Lilithの音楽を「4人のミュージシャンが奏でるサウンドは、ジェントとニューメタル（ラウド）のメロディーを持つモダンメタルにエレクトロニック要素が融合するポップ指向のアプローチである」と評する。

## メンバー
- LILLY（リリー、8月7日生まれ）- ボーカル

神奈川県出身。慶應義塾大学卒業後に会社員となるも、夢を諦めきれず芸能の道を目指す。舞台女優やアイドル活動等を経て音楽活動を開始。ボーカルのほか、かつてはヴァイオリンを担当。最近の楽曲では作詞も担当している。
- ERIKA（エリカ、2月25日生まれ）- ギター

東京都出身。ESP学園(東京)音楽アーティスト科ギターコース講師。講師としてABEMA SPECIAL「今日、全力でやってみた。」に出演歴がある。パンクバンド「太田家」のギタリストとしても活動。モーションアクターとしてBanG Dream!シリーズなどの作品にも参加している。
- SHIORI（シオリ、10月11日生まれ）- ベース

神奈川県出身。ESP学園(東京)音楽アーティスト科ベースコース講師。ガールズバンド「エーテル-Ether-」のベーシストとしても活動。shioRi名義でマーティ・フリードマン、ホロライブ、ゆるめるモ!、佐藤ひろ美など多くのライブサポートに参加。
- YUKI（ユキ、9月11日生まれ）- ドラムス

神奈川県出身。15歳の時にドラムを始め、音大でジャズを学び、グラビアアイドル、PRアイドル、女優、タレント活動を経て、グラビアドラマーとして活動。艦これ公式ガールズバンド「C2機関 1MYB」など多くのサポートドラマーを担当する。

## 共同作業者
新体制当初においては、新進気鋭のDjent(ジェント)集団「MGM.」からSATOKEN（ex. abstracts）、kyosuke（Calling From The Reach）らが参加しスタートアップを手掛けたとされる。
現在ほとんどの楽曲で、サクマリョウ（ex. NoisyCell）、寛-hero-（Another Story）らが楽曲提供を行っている。

## ディスコグラフィ
※公式もしくは引用元によるナンバリングに基づき、新体制以前に発売されたCDは枚数にカウントしない。

### EP
- 1st EP『Graffiti』 （2022年7月13日、QACW-1048、JAN 4573205346977、VALKYRIE RECORDS/コロムビア・マーケティング）[17][18][19][20]

1. Graffiti （作詞：MGM. 作曲：サクマリョウ）
2. LadyBug （作詞：MGM. 作曲：MGM.）
3. fuse （作詞：MGM. 作曲：寛-hero-）
4. Gun Bullet （作詞：MGM. 作曲：MGM.）
5. Thanatophobia （作詞：MGM. 作曲：サクマリョウ）

- 2nd EP『STRIKE』初回生産限定盤CD+DVD （2023年3月29日、QACW-1071、JAN 4573205340760、VALKYRIE RECORDS/コロムビア・マーケティング）[21][22]

2nd EP『STRIKE』通常盤 （2023年3月29日、QACW-1072、JAN 4573205340777）
1. STRIKE （作詞：MGM. 作曲：サクマリョウ）
2. Double Suicide （作詞：MGM. 作曲：サクマリョウ）
3. The Ghost （作詞：MGM. 作曲：サクマリョウ）
4. Lullaby （作詞：MGM. 作曲：サクマリョウ）
5. Ash （作詞：MGM. 作曲・編曲：寛-hero-）

- 3rd EP『Retribution』 （2025年2月12日、LTLL-05、JAN 4988044844810[16] Discordia Records）

1. Dystopia （作詞：Lilly 作曲：サクマリョウ）
2. Utopia （作詞：Lilly 作曲：寛-hero-）
3. daybreak （作詞：shioRi 作曲：黒須克彦 編曲：寛-hero-）[23]
4. Retribution （作詞：Lilly 作曲：サクマリョウ）

### DIGITAL Single
- 1st「LadyBug」 （2021年12月10日、作詞：MGM. 作曲：MGM）
- 2nd「Double Suicide」 （2022年9月30日、作詞：MGM. 作曲：サクマリョウ）[24]
- 3rd「The Ghost」 （2022年10月31日、作詞：MGM. 作曲：サクマリョウ）[25]
- 4th「Lullaby」 （2022年12月2日、作詞：MGM. 作曲：サクマリョウ）[25]
- 5th「ZERO」 （2024年2月29日、作詞：MGM. 作曲：寛-hero-）
- 6th「Hollow」 （2024年3月31日、作詞：MGM. 作曲：サクマリョウ）
- 7th「Dystopia」 （2024年8月16日、作詞：Lilly 作曲：サクマリョウ）

### Single
- 1st Demo CD「Rebuild」 （2022年3月18日、EPCD-0001、会場限定CD）[7][26]

1. Smoky Refrain
2. 嘘
3. ESCAPER

- 2nd CD「Dystopia」 （2024年8月17日、LTLL-04、会場限定CD、自主製作盤）

1. Dystopia （作詞：Lilly 作曲：サクマリョウ）
2. Utopia （作詞：Lilly 作曲：寛-hero-）

### 現体制以前のリリース
- 『Little Lilith』初回限定盤 （2019年11月20日、DQC-9052、JAN 4543034049226 GLADIOLUS RECORDS/SPACE SHOWER MUSIC）

『Little Lilith』通常盤 （2019年11月20日、DQC-1639、JAN 4543034049233 GLADIOLUS RECORDS/SPACE SHOWER MUSIC）
DISK.1
1. Glass Sniper(Type 1.02g)
2. two sides of the same coin
3. モノクロ
4. 六本木心中 (cover)
5. Lotus
6. ヒカリトカゲ
7. ワインレッドの心 (cover)
8. PATCHWORK LOVER
9. Honey Dry（Limpid Color）
10. Naked
11. Starting Over

DISK.2
1. Glass Sniper(Type 1.02g)
2. PATCHWORK LOVER
3. Honey Dry(Limpid Color)
4. モノクロ
5. Starting Over

- 「嘘」 （2021年8月8日、LTLL-01）

1. ESCAPER
2. WANNA to BE
3. TOKYO
4. ダイヤモノグラム
5. Smoky Refrain
6. 嘘

### 出演
雑誌
- METALLION Vol.78 表紙巻頭、付録ポスター （2024年2月15日、シンコーミュージック・エンタテイメント、JAN 4910175020344）